# Епоха ґрюндерства

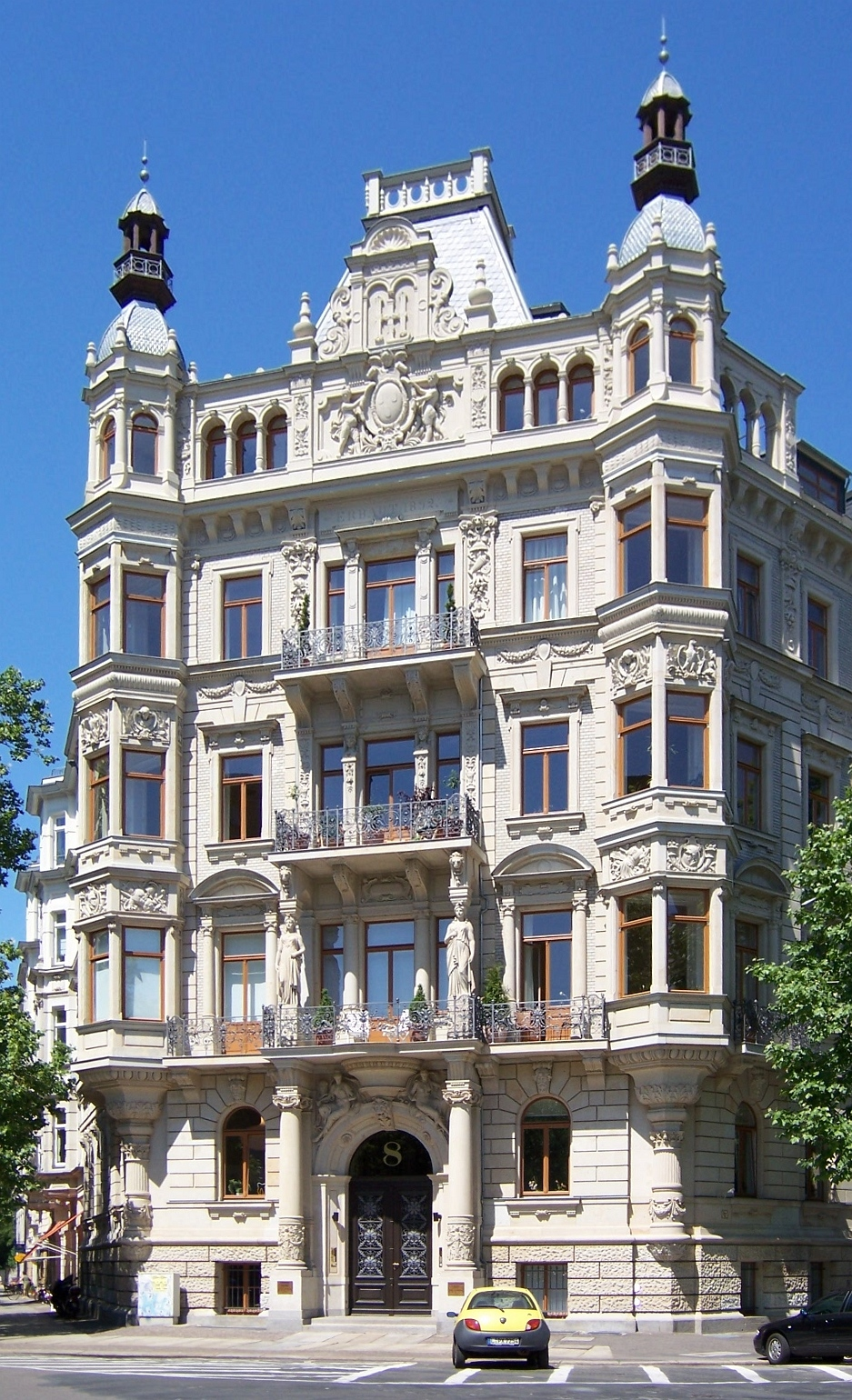
Палац Росбаха в Лейпциг

Епоха ґрюндерства (нім. Gründerzeit, епоха засновників) — період в економічному розвитку Німеччини і Австро-Угорщини в XIX столітті до економічної кризи 1873 року. У цей час Центральну Європу охопила індустріалізація, початок якої закладено в 1840-і роки, тому точно вказати початок епохи грюндерства складно. В Австрії за точку відліку прийнято Березневу революцію, економічні підсумки якої, на відміну від політичних у цілому, не переглядалися.
В останні роки перед біржовою кризою (в Німеччині — після перемоги у Франко-прусській війні, коли німецький ринок наповнив французький капітал, що надходив у формі репарацій) економічний підйом цього періоду досяг своєї вершини в небаченому до цього бумі, і ці останні роки вважаються «ґрюндерством» у вузькому сенсі слова.
Ґрюндерство стало періодом в історії Центральної Європи, коли на чолі культурного розвитку стала буржуазія, тому цей час називають періодом класичного лібералізму, попри те, що політичні вимоги буржуазії реалізовано лише частково і ближче до кінця цієї епохи.
Індустріалізація висунула й інші естетичні завдання, перш за все в архітектурі й художніх промислах, але вони відбилися у вдосконаленні наявних форм. Ґрюндерство здебільшого відносять до напрямку історизму. Оскільки цей напрямок зберігався аж до початку XX століття, існує певна розпливчатість у вживанні термінів. У стильовому плані останні десятиліття XIX століття також входять у епоху ґрюндерства.

## Економіка

### Підйом

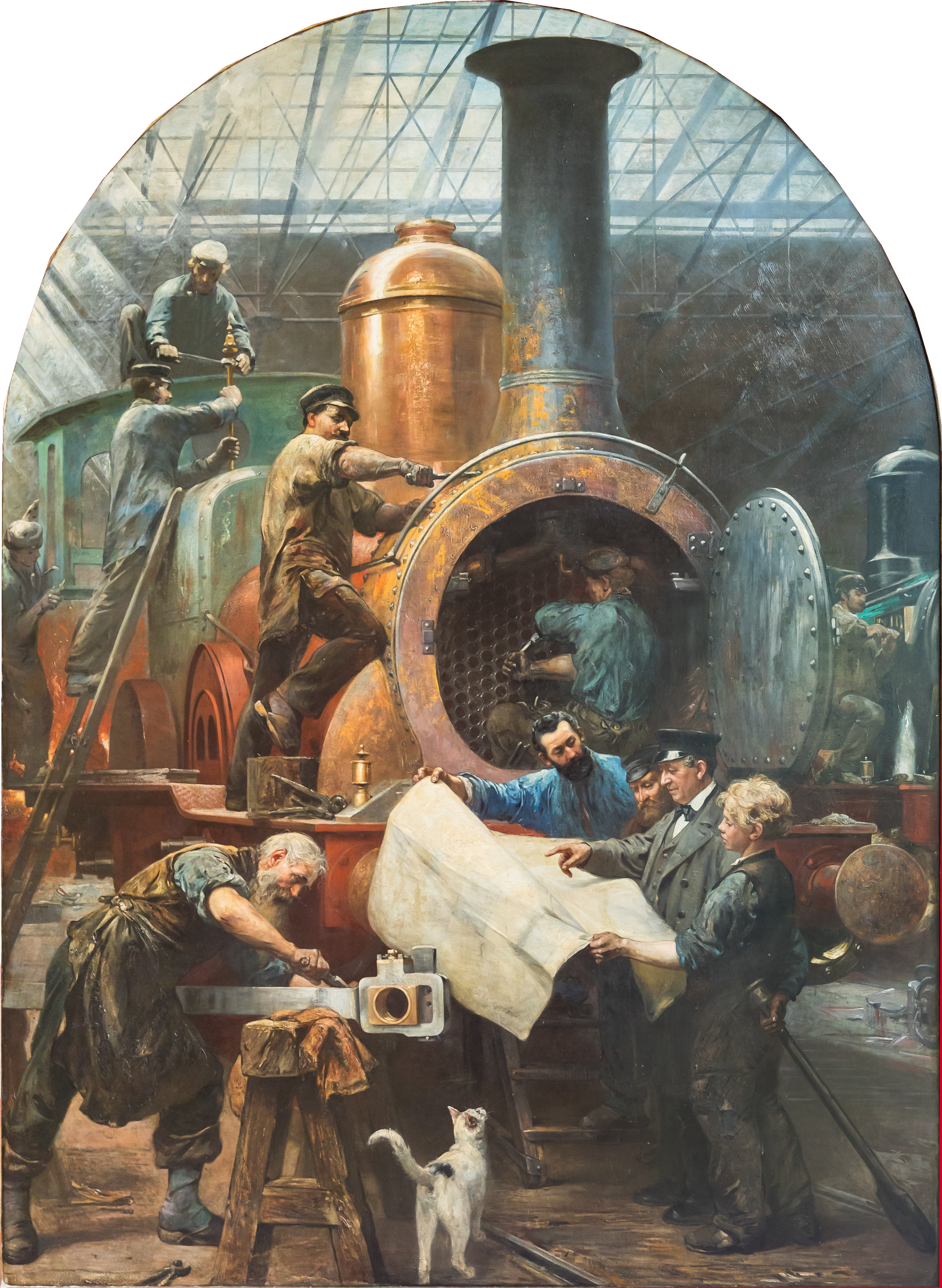
Будівництво локомотива, картина Пауля Фрідріха Меєргайма (1842—1915).

Вислів «епоха ґрюндерства» стосується небувалого економічного підйому середини XIX століття, коли «ґрюндери» (нім. Gründer — засновник компанії) стрімко багатіли. М. Кондратьєв описує підйом епохи ґрюндерства як період підйому другого циклу. Істотну роль у цьому стрімкому економічному розвитку відіграло будівництво залізниць, які стали найвизначнішим фактором в економіці цього періоду. Тому типовий «ґрюндер» — це піонер залізничного транспорту, наприклад, такий як Бетель Генрі Штроусберг. Залізниці дали серйозний поштовх розвитку інших галузей промисловості завдяки зростанню попиту на вугілля та сталь, що призвело до створення промислових імперій, таких, як компанія, яку заснував Фрідріх Крупп. Але перш за все значно спростилися комунікація і пересування. Почалася масова міграція нижчих верств сільського населення в міста, де вони вливалися у пролетаріат, що привело до появи пауперизм і виявлення необхідності розв'язання соціальних проблем.
З розвитком залізничного транспорту відбулася революція в сфері збуту, яка дозволила організувати масове виробництво і за межами індустріального сектора. Відомими ґрюндерами в галузі продуктів харчування стали засновник пивоварні Іґнац Маутнері кавової справи Юліус Майнль I.

### Криза ґрюндерства
Небачений підйом раптово закінчився великим біржовим крахом 1873 року, що спричинило майже двадцятирічний період стагнації, відомий як «ґрюндерська криза». У Німеччині перегріву кон'юнктури сприяли згадані вище репарації від Франції.
Криза поставила під сумнів теорію економічного лібералізму і спричинила створення практичних механізмів контролю і введення протекціоністських мит. Масові дрібнобуржуазні і пролетарські рухи, що з'явилися в цей період, стали явними противниками лібералізму в економіці.
Найбільш нищівного удару криза завдала психології людей. Обіцянки багатства й розквіту для всіх не були реалізовані, в колах дрібних ремісників і підприємців панував страх соціального спаду внаслідок конкуренції з боку промислового виробництва. У цих колах швидко поширювалися теорії змов, благодатний ґрунт отримав антисемітизм, який набув поширення в 1880-х роках.

## Архітектура та дизайн
Індустріалізація викликала попит на житло, міста будувалися цілими кварталами. У багатьох містах Центральної Європи донині збереглися цілі квартали житлових будинків епохи ґрюндерства.
Типовими для архітектури епохи ґрюндерства були чотири-шестиповерхові житлові будинки, що зводилися по периметру міського кварталу, з багато декорованими фасадами в стилях напрямку історизму: неоготики, неоренесансу і необароко. Будували не тільки палаци для розбагатілої буржуазії, але й багатоквартирні прибуткові будинки для міського населення, яке швидко зростало.
Характерним явищем цього періоду є інтеграція нових технологій в архітектурі й дизайні. Підґрунтям для цього стало вдосконалення технологій у виробництві сталі (бесемерівський процес), що дозволило зводити споруди зі сталевих конструкцій. Побудований зі сталі та скла Кришталевий палац у Лондоні вважали революцією в архітектурі, яка вплинула на наступні десятиліття.

Найбільшу й повну колекцію предметів епохи ґрюндерства зібрала Шарлотта фон Мальсдорф у берлінському Музеї ґрюндерства.

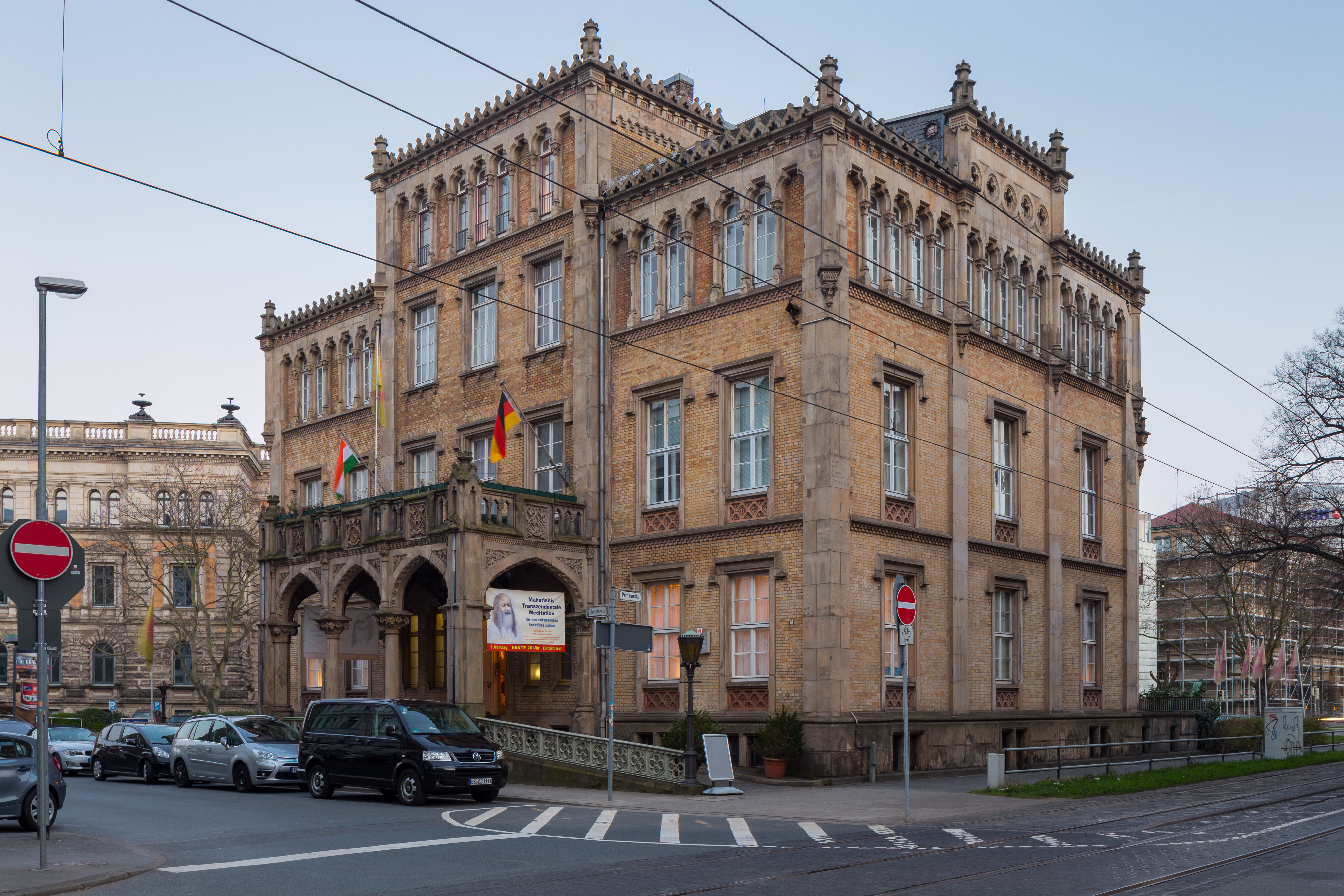
Палац (1864) Адольфа фон Ґроте[de] в Ганновері.
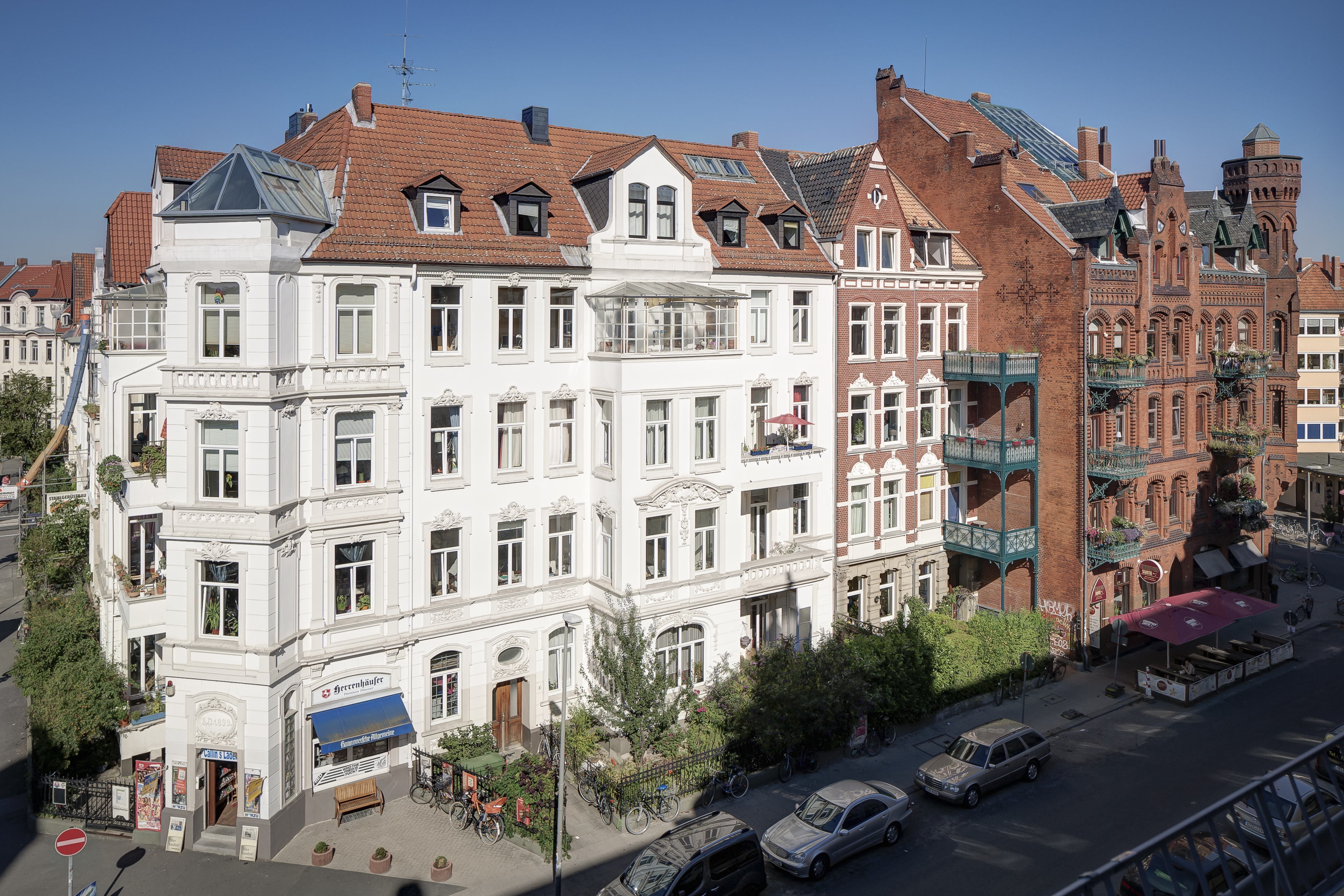
Будівлі в Ганновері.
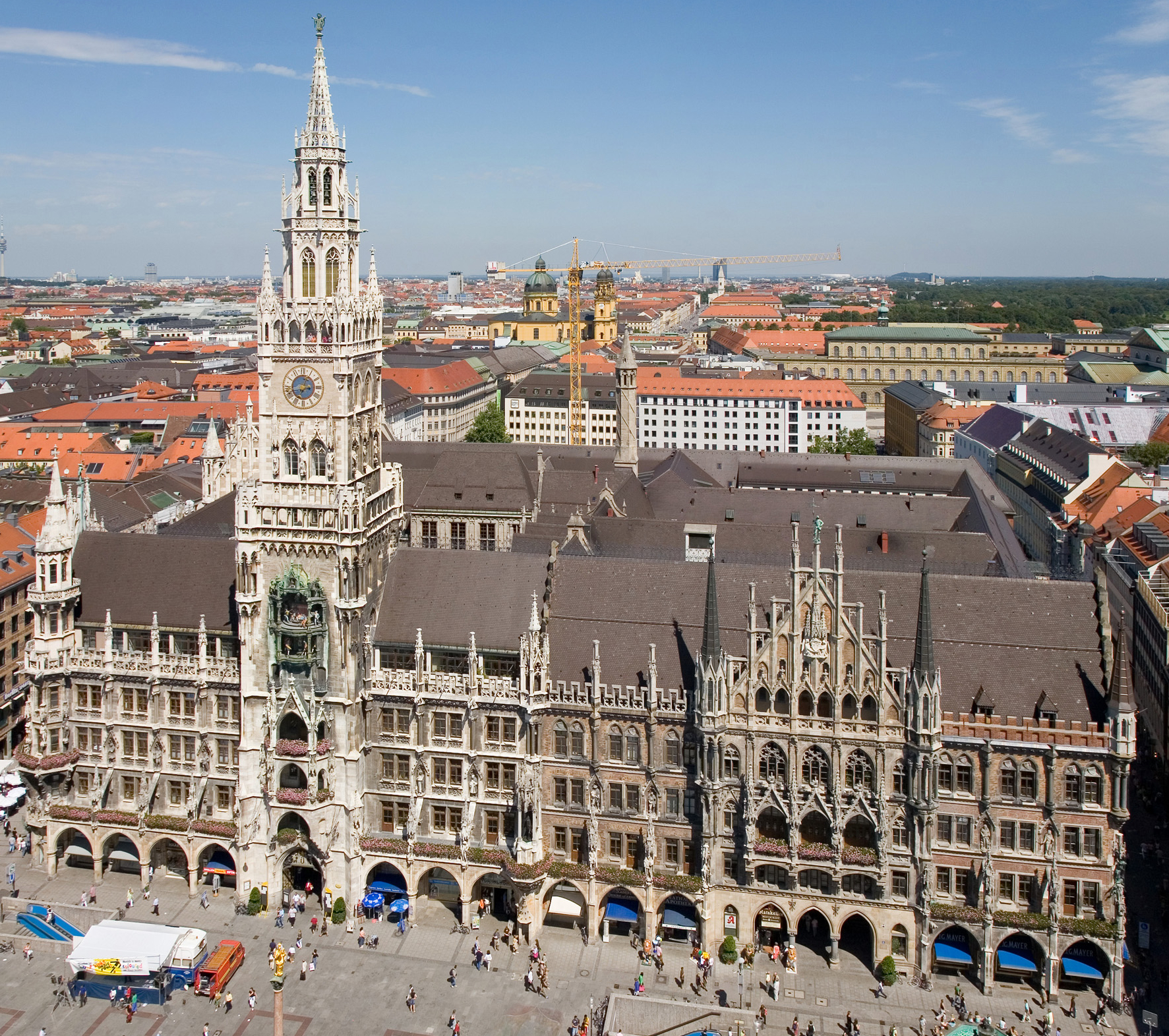
Нова ратуша (Мюнхен)[de], 1867-1906 роки.
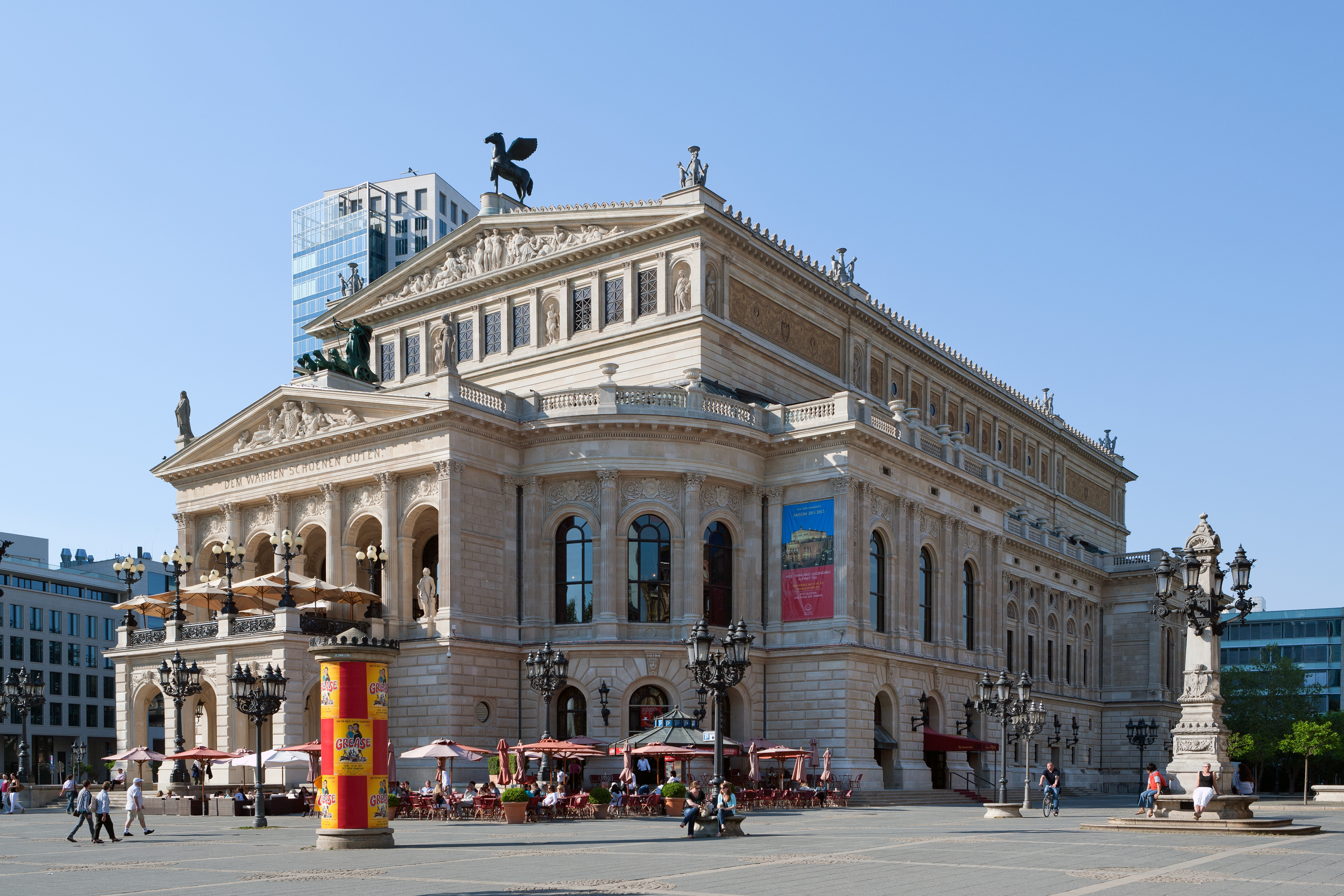
Стара опера у Франкфурті-на-Майні, 1872–1880
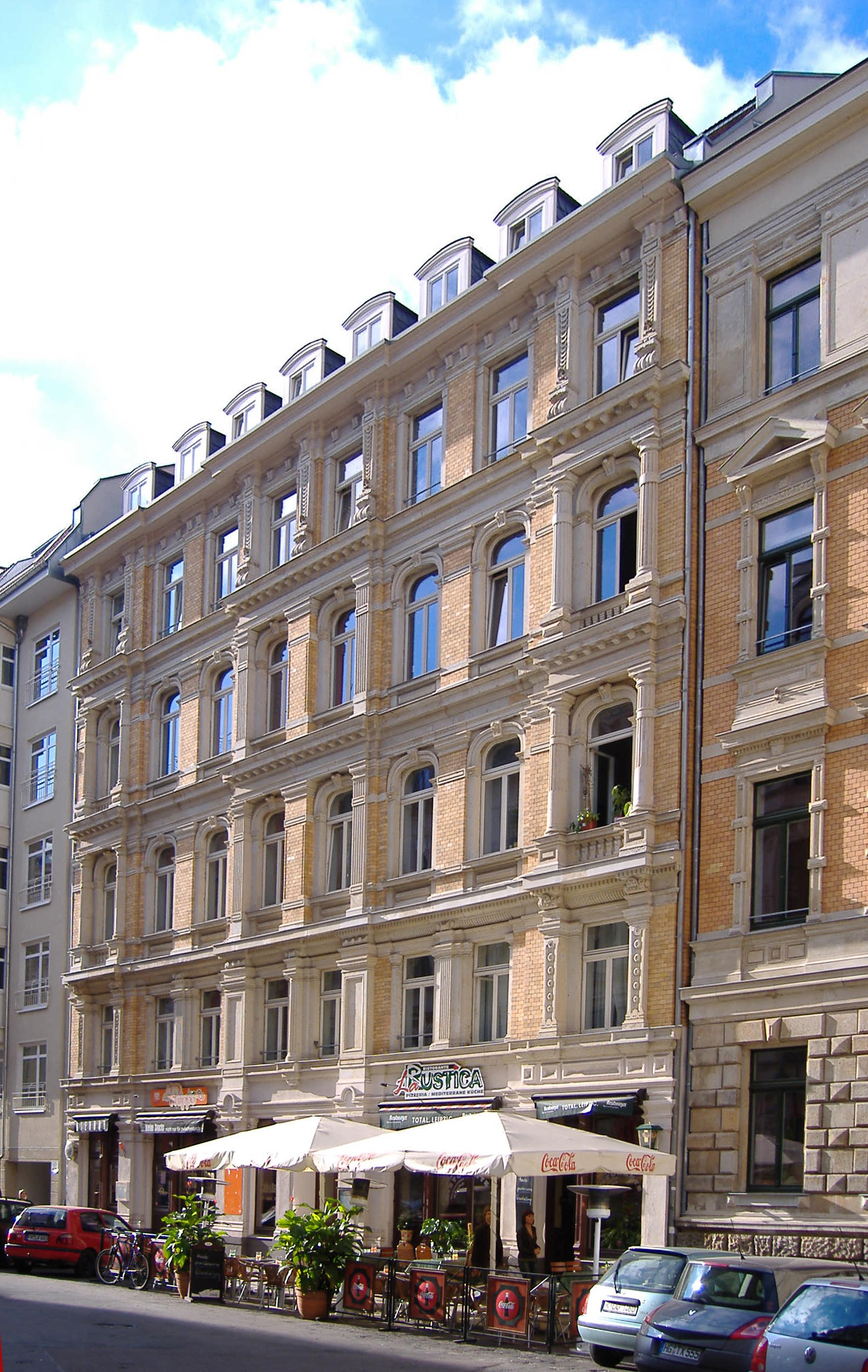
Будинок на Ґоттшедштрассе[de], 22 в Лейпцигу, 1882 рік.
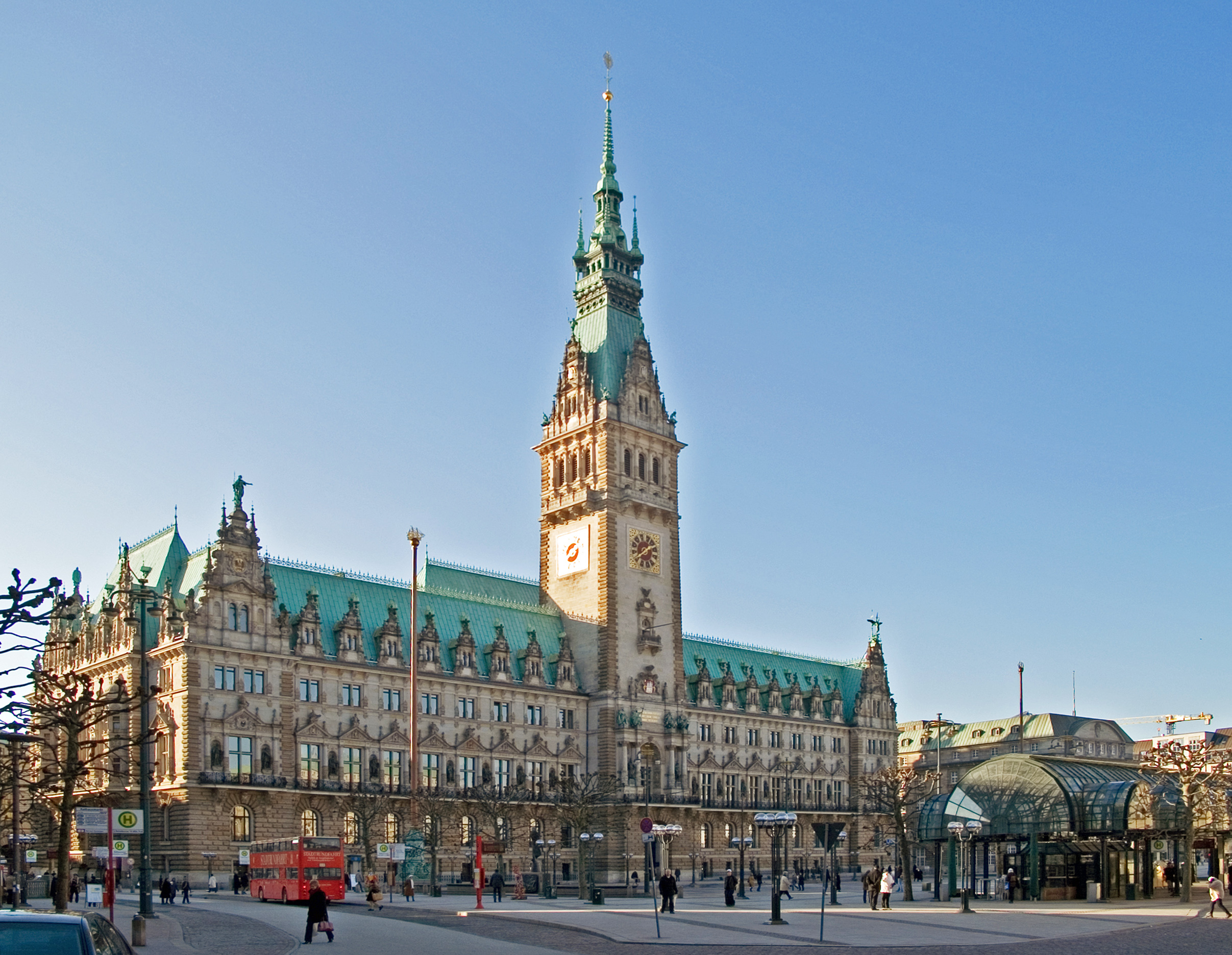
Ратуша в Гамбургу, 1886–1897.
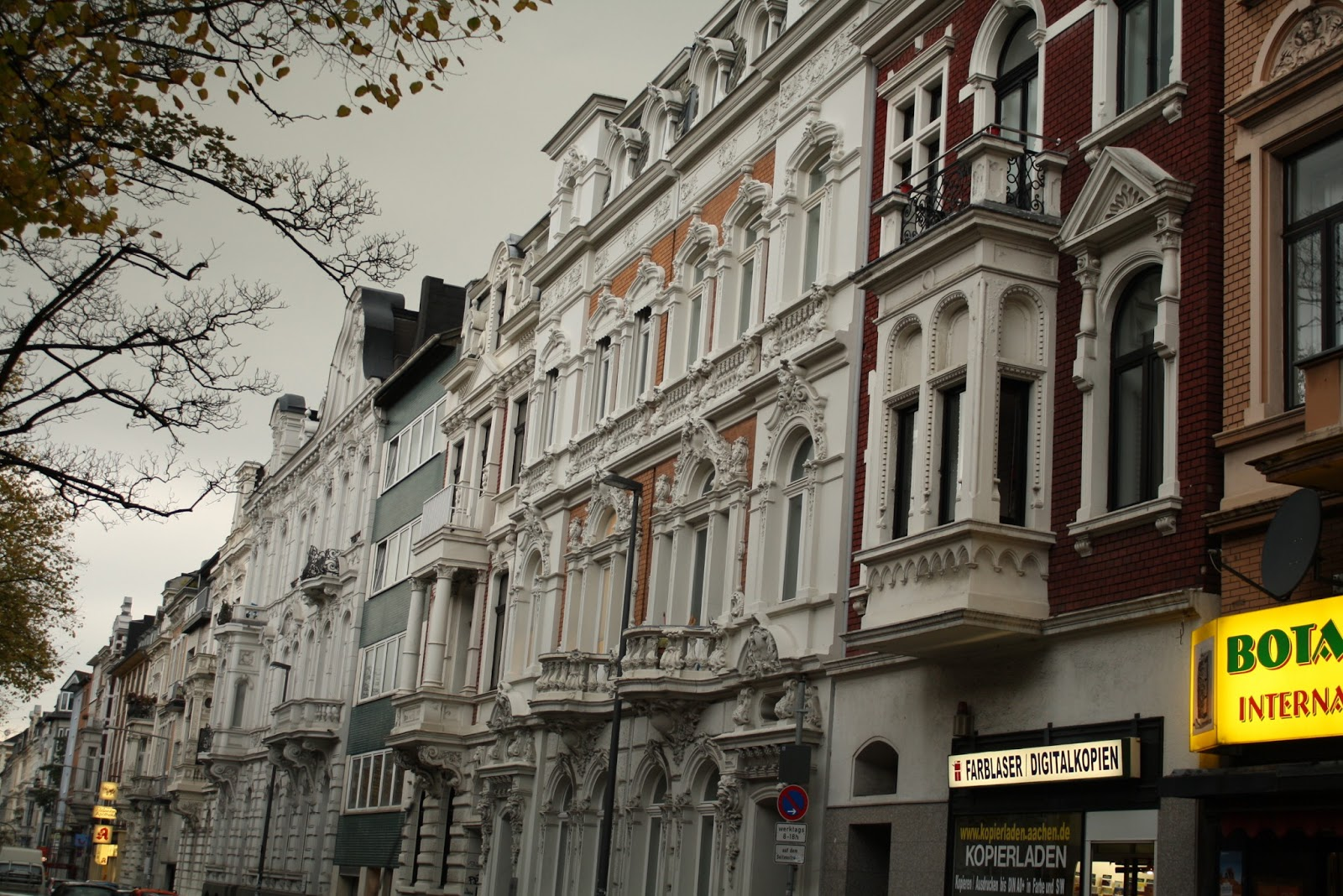
Вулиця в Аахені, забудова початку XX століття.

## Епоха ґрюндерства в Австрії

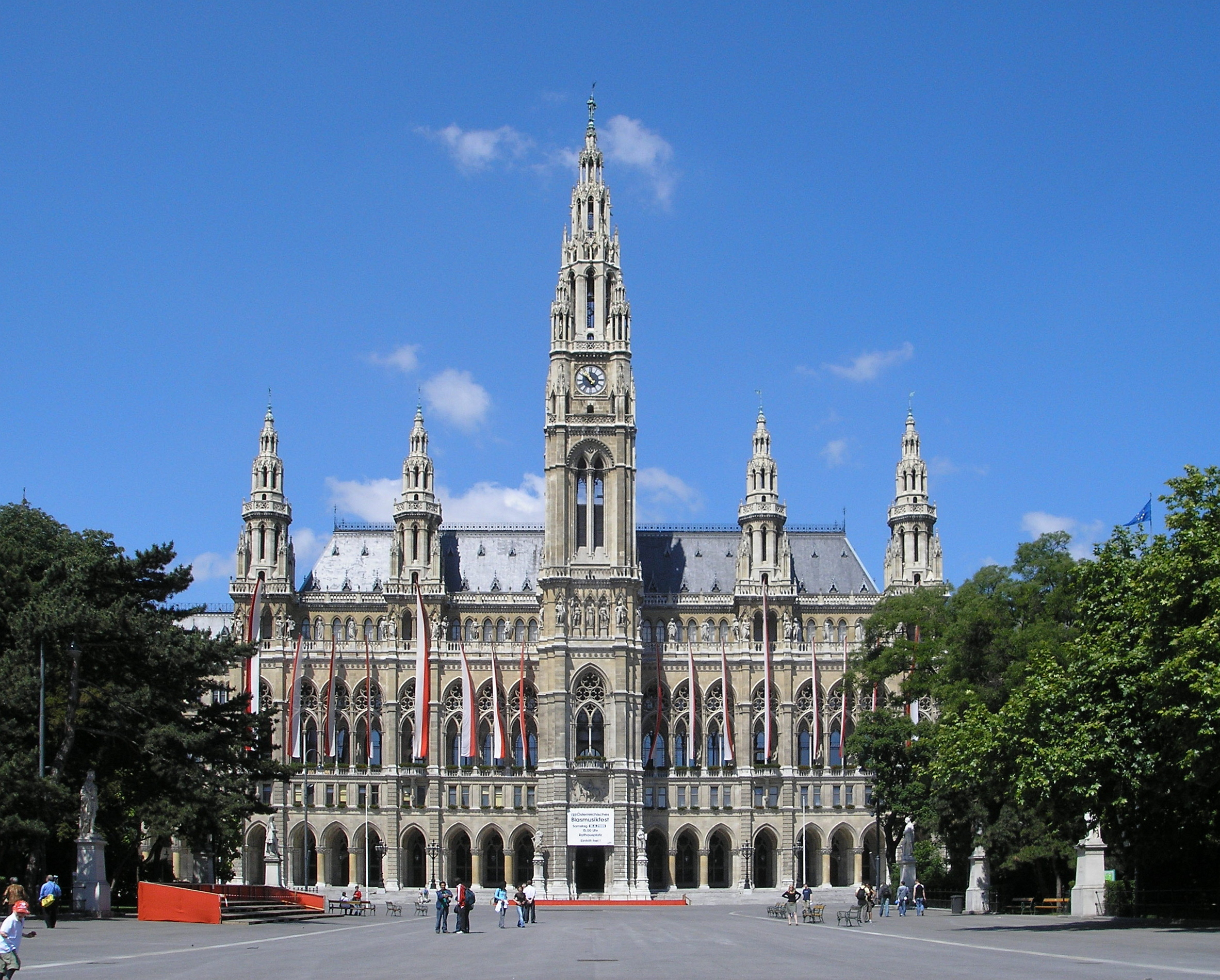
Неоготична Віденська ратуша

З початком індустріалізації в Австрії ґрюндерство охопило після 1840 року регіон Відня, а також Богемію й Моравію.
Після невдалої Березневої революції, після 1850 року Відень, столиця і резиденція імператора Франца Йосифа, виявилася на 1910 рік, завдяки включенню до її складу передмість і припливу населення, переважно з Богемії та Моравії, четвертим за чисельністю містом світу. На місці знесеної старої міської стіни з'явилася віденська Рінгштрассе, почалося зростання житлового будівництва. Буржуазія, набравши сили, зводила собі пам'ятники у вигляді розкішних будівель у стилях історичного напрямку.